# 成铁纪
成铁纪（Siderian，符号PP1）是地质时代中的一个纪，开始于同位素年龄2500±0百万年（Ma），结束于2300±0Ma。
成铁纪的名称来自于希语sideros“铁”，因这个时期是世界上形成特大型铁矿田，出现硅铁建造的主要时期，故名。其原因是大氧化事件，地球原始大气中还原性的甲烷被氧气所取代，导致铁元素的氧化沉淀，从而形成了众多铁矿床。然而在中国大陆，此时却并不发育硅铁建造。
成铁纪期间蓝藻、细菌繁盛。
成铁纪属于前寒武纪元古宙古元古代；成铁纪的下一纪为层侵纪。